# Kinnairdy Castle
Kinnairdy Castle ist ein Tower House etwa 3 km südlich von Aberchirder in der schottischen Council Area Aberdeenshire. Es wird auch Old Kinnairdy genannt.

## Geschichte
Die Niederungsburg wurde auf Land errichtet, das Ende des 14. Jahrhunderts dem Clan Innes gehörte. Ein erster steinerner Turm mit sechs Stockwerken und ebenem, mit Zinnen versehenen Dach wurde 1420 errichtet und ersetzte wiederum eine hölzerne Motte. Später wurde der Turm um zwei Stockwerke gekürzt. 1629 verkaufte die Familie Innes das Anwesen an Sir James Crichton aus Frendraught. 1647 war Reverend John Gregory der Eigner; dann fiel es an dessen Bruder David, einen Arzt, der für sich beanspruchte, den ersten Barometer gebaut zu haben. Davids Erfolg in der Wettervorhersage durch seinen Barometer führte zu einer Anklage wegen Hexerei, aber er wurde nicht verurteilt. Das Anwesen wurde von seinem dritten Sohn an Thomas Donaldson, einem Kaufmann aus Elgin, verkauft, der die Burg im Laufe des 18. Jahrhunderts restaurieren, neu decken und zu einem Landhaus umbauen ließ. 1923 fiel das Anwesen an die Familie Innes zurück und diese ließen Kinnairdy Castle erneut restaurieren.

## Beschreibung
Kinnairdy Castle besteht aus einem Tower House mit L-förmigem Grundriss, an den ein Treppenturm angebaut wurde. Der Eingang war ursprünglich im 1. Obergeschoss und war durch eine bewegliche Holzbrücke von der Brüstungsmauer aus zu erreichen. Zum Erdgeschoss gibt es eine gerade Treppe; dieses Stockwerk hat Gewölbedecken. Ein zweistöckiges Hallengebäude aus dem Ende des 16. Jahrhunderts liegt östlich des Turms. Es wurde 1857 umgebaut.
Im Rittersaal befindet sich ein mit Eichenholz verkleideter Tabernakel. Die Schnitzereien darauf, die besonders fein sind, stellen die Köpfe von Sir Alexander Innes und seiner Gattin Christine, geb. Dunbar, dar und daneben ist das Jahr 1493 eingeschnitzt. Sir Alexander scheint wegen seiner Vorliebe für feine flandrische Holzverkleidungen in finanzielle Schwierigkeiten gekommen zu sein.
Sir Thoams Innes of Learney, Lord Lyon King of Arms, führte einige heraldische Zier im Haus ein, das ihm nach dem Zweiten Weltkrieg gehörte.
Nebengebäude und Mauern bilden im Süden und im Osten des Turms einen Hof; im Norden und Westen befinden sich steile Hänge.
Historic Scotland hat Kinnairdy Castle als historisches Bauwerk der Kategorie A gelistet. Die zugehörigen Gärten sind außerdem als Kategorie-B-Denkmal geschützt.